# Rosemount, Ohio
Rosemount är en så kallad census-designated place i Scioto County i Ohio. Vid 2020 års folkräkning hade Rosemount 2 117 invånare.